# Maria Okońska (aktorka)
Maria Okońska (z Szumlasińskich, ur. ok. 1814, działała do 1875) – polska aktorka teatralna.

## Kariera teatralna
Przez znaczną część kariery (lata 1830-1832 i 1838-1875) występowała w zespołach teatralnych swego męża, Jana Chrzciciela Okońskiego. Poza tym grała w teatrze krakowskim (1828-1830 i 1833-1834) oraz zespole Wincentego Raszewskiego w Kaliszu i Płocku (1835-1836). Wystąpiła m.in. w rolach: Damy balowej (Róża z gór alpejskich), Lady Milford (Intryga i miłość), Ludwiki (Ludwika Lignerolles), Hortensji (Mąż pustelnik), Magdaleny (Łobzowianie), Tomaszowej (Biedny rybak), Katarzyny (Chłopi arystokraci), Doroty (Wesele w Ojcowie) i Szambelanowej (Pan Jowialski).

## Życie prywatne
W 1831 r. poślubiła aktora i przedsiębiorcę teatralnego Jana Chrzciciela Okońskiego. Ich dzieci: Aniela, Apollo, Jan Nepomucen oraz Wanda również związały się zawodowo z teatrem. Aktorką była również jej siostra - Magdalena Szumlasińska.